# Glenreagh
Glenreagh est une ville de Nouvelle-Galles du Sud, située dans la région de la Côte Nord, au nord-est de l’État. Elle compte 562 habitants en 2021.

## Géographie
Glenreagh est située à 40 kilomètres de Coffs Harbour et de Grafton.

## Histoire
Glen Reigh est en 1858 un lieu de pâture pour les ovins et bovins. Avec la découverte d'or dans la Tallawudjah Creek en 1881, les habitants augmentent et Glen Reigh devient un village en 1883.